# Larry Hicks
Larry Hicks (* 30. Dezember 1958 in Powell, Wyoming) ist ein US-amerikanischer Politiker der Republikanischen Partei, der seit 2011 Mitglied des Senats von Wyoming ist und von 2021 bis 2022 Vizepräsident des Senats war.

## Leben
Larry Hicks begann nach dem Besuch des Northwest Community College ein Studium der Pflanzenbauwissenschaft an der University of Wyoming, welches er 1983 mit einem Bachelor of Science (B.S. Crop Science) beendete. Ein darauf folgendes postgraduales Studium der Agrarwissenschaften an der Montana State University schloss er 198 mit einem Master of Science (M.S. Agronomy) ab und erwarb an der University of Wyoming zudem einen Doctor of Philosophy (Ph.D. Agronomy). Er war als Manager für natürliche Ressourcen tätig und engagierte sich im Beratungsgremium der Allianz der Familienfarmen, in der Wasserschutzbehörde des Little Snake River. Ferner war er Mitglied der Wyoming Wild Sheep Foundation sowie der Horse Breed Association.
Am 11. Januar 2011 wurde er für die Republikanische Partei als Nachfolger von James E. Elliott, Jr. erstmals Mitglied des Senats von Wyoming und vertritt dort seither den „District 11 Carbon, Sweetwater Counties“. Während seiner Senatszugehörigkeit war er zunächst Mitglied verschiedener Senatsausschüsse sowie Gemeinsamer Ausschüsse der Wyoming Legislature, der Legislative des Bundesstaates Wyoming. Er fungierte als Vorsitzender des Gemeinsamen Ausschusses zur Finanzierung natürlicher Ressourcen (2011 bis 2015), als Vorsitzender des Senatsausschusses für Landwirtschaft, staatliche und öffentliche Grundstücke und Wasserressourcen (2015 bis 2019), als Vorsitzender (2019 bis 2021) beziehungsweise als Vizevorsitzender (2021 bis 2023) des Gemeinsamen Ausschusses für Wasser sowie als Vorsitzender des Gemeinsamen Ausschusses für Kapitalfinanzierung und Investitionen.
Larry Hicks war außerdem als Nachfolger von Ogden Driskill vom 12. Januar 2021 bis zu seiner Ablösung durch Dave Kinskey am 10. Januar 2023 Vizepräsident des Senats. Im Anschluss wurde er am 10. Januar 2023 wiederum als Nachfolger von Ogden Driskill Senate Majority Floor Leader und damit Mehrheitsführer der Fraktion der Republikaner im Staatssenat und hatte diese Funktion bis zum 14. Januar 2025 inne, woraufhin Tara Nethercott ihn ablöste. Larry Hicks ist mit Roxane „Rox“ Hicks verheiratet.

## Weblink
- Senator Larry Hicks. In: Senat von Wyoming. Abgerufen am 22. Januar 2025 (englisch).